# Uí Fiachrach Aidhne

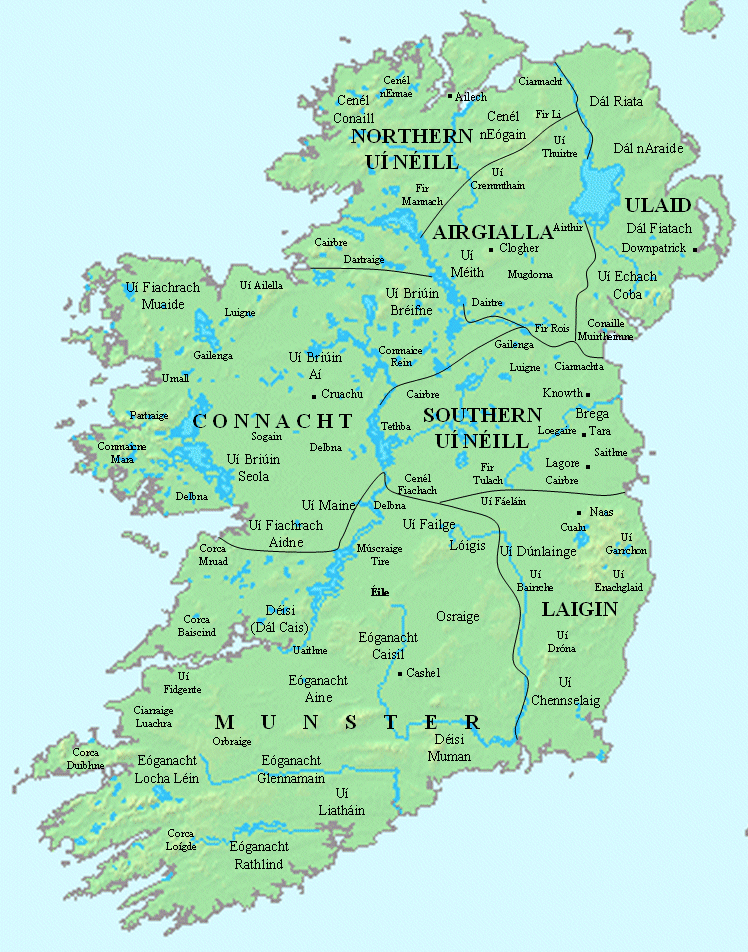
Antiguos reinos y pueblos de Irlanda, c.800

Uí Fhiachrach Aidhne (también conocido como Hy Fiachrach) fue un reino localizado en lo que ahora es el sur del Condado Galway.

## Geografía y orígenes legendarios
Originalmente conocido como Aidhne, se dice que fue colonizado por los míticos Fir Bolg. En el Leabhar na nGenealach se afirma que los Tuath mhac nUmhoir fueron dirigidos por Conall Caol, hijo de Aonghus mac Úmhór. Connall fue asesinado en la batalla de Maigh Mucruimhe en 195, y su cuerpo llevado a Aidhne donde fue enterrado en un leacht llamado Carn Connell.
Ubicado en el sur del actual Condado de Galway, Aidhne era coextensivo con la actual diócesis de Kilmacduagh. Limita al oeste por Loch Lurgain (Bahía de Galway) y el distrito de Burren en el Condado de Clare. El Condado de Clare también limita Aidhne al sur y sureste. El este están las colinas de Slieve Aughty, que separa Uí Fhiachrach Aidhne de Uí Maine.
Al noreste Aidhne es acotado por las llanuras de Uí Mhaine y al norte por Maigh Mucruimhe (el área alrededor de Athenry). Al noroeste lo limitaba la parroquia de Maree que estaba en el territorio de Uí Bhriúin Seola.
La diócesis de Kilmacduagh contiene las parroquias civiles de Kinvarradoorus, Killinny, Killeenavarra, Drumacoo, Kilcolgan, Ardrahan, Stradbally, Killeeneen, Killeely, Killora, Killogilleen, Kilchreest, Isertkelly, Killinan, Kilthomas, Kilbeacanty, Beagh, Kilmacduagh, Kiltartan.
La diócesis de Kilmacduagh contiene las parroquias católicas presentes de Kinvara, Ballinderreen, Gort, Ardrahan, Craughwell, Beagh, Kilbeacanty, Kilthomas (Peterswell), Clarinbridge, Kilchreest.

## Historia antigua
A comienzos de la era histórica, la rama Aidhne rama de la dinastía Ui Fiachrach emergió como la tuath gobernante en esta parte de Connacht. Otras denominaciones alternativas para la zona eran Maigh Aidhne (la llanura de Aidhne), Maigh nAidhne, y finalmente Uí Fhiachrach Aidhne por la familia. La diócesis de Cill Mhic Dhuach Kilmacduagh es coextensiva con el reino, abarcando toda la baronía de Kiltartan y gran parte de las baronías de Loughrea y Dunkellin.
Hacia el siglo VIII el poder de sus reyes había ido desapareciendo, y se convirtieron en vasallos menores de los Reyes de Connacht. Los anglonormandos les pusieron bajo el dominio de los Clanricarde Burke.

## Ramas principales
Las familias más importantes de los Uí Fhiachrach Aidhne fueron Ó hEidhin, Ó Seachnasaigh, Ó Cléirigh y Mac Giolla Cheallaigh.

### Ó Cléirigh
Los O'Cleary fueron reyes del territorio antes de los O'Hyne pero se exiliaron probablemente en los años que siguieron a la invasión anglonormanda de Connacht. Bajo el patronazgo de los O'Donnell del Úlster, los O'Cleary se convertirían en una de las familias más cultas de Europa.
- Tighearnach Ua Cleirigh, Rey de Ui Fiachrach Aidhne, muerto en 916
- Mícheál Ó Cléirigh (ca. 1590–1643), principal autor de los Anales de los cuatro maestros.

### Ó Cathail
Esta familia resultó expulsada a raíz de conflictos dinásticos. Después la familia Ó Cathail permaneció como una rama menor sin peso político.
- Cathal mac Ógán, antepasado de los Ó Cathail.
- Gilla Mo Choinni Ua Cathail, rey de Ui Fiachrach Aidhne, murió 1147

### Ó Seachnasaigh
Hasta finales del siglo XVII, los O Shaughnessys mantuvieron el área de Uí Fhiachrach Aidhne conocida como Cenél Áeda na hEchtge, que era también su nombre de clan. Cenél Áeda na hEchtge consistía aproximadamente en las parroquias civiles de Beagh, Kilmacduagh y Kiltartan y también partes de las parroquias civiles de Kibeacanty y Kilthomas.
En los años 1690, los O'Shaughnessys vieron sus tierras confiscadas por su apoyo a la causa jacobita en contra de Guillermo de Orange. En la primera mitad del siglo XVIII se entabló una batalla legal entre los O Shaughnessys y los Prendergasts, la familia a la que se había entregado las tierras de los O Shaughnessy, en la que los O Shaughnessys finalmente perdieron el caso.
La línea senior del O Shaughnessys parece haber desaparecido en los años 1780.
- Seachnasach mac Donnchadh, epónimo de O'Shaughnessy, fl. Siglo X.
- Sir Roger O'Shaughnessy, Caballero y Jefe del Nombre, fl. 1567.
- Roger O'Shaughnessy, El Ó Seachnasaigh (muerto 1690), caballero y jacobita
- William O'Shaughnessy, El Ó Seachnasaigh, Mayor-General, 1673–1744.
- Arthur William Edgar O'Shaughnessy (1844–1881), poeta.

### Ó hEidhin
Esta familia fue expulsada a la costa de la bahía de Galway y su sede principal fue el castillo de Dunguaire . Los anales irlandeses contienen algunas referencias a la familia:
- AI1057.3 Flaithbertach Ua hEidin  hijo, rey de Uí Fhiachrach, muerto.
- M1578.10. O'Heyne (Rory de los Derry, hijo de Flan, hijo de Conor, hijo de Flan) murió. Desde el principio de su carrera hasta su muerte fue un hombre distinguido por hospitalidad y coraje. El hijo de su hermano, Owen Mantagh, hijo de Edmond, fue instalado en su lugar.

Notable portadores del nombre incluyen:
- Eidhean mac Cléireach, fl. 800, antepasado de la familia Ó hEidhin/Hynes del sur del Condado de Galway.
- Tairrdelbach Ua Conchobair (1088–1156), Rey de Connacht y Rey Supremo de Irlanda, hijo de Mor Ni hEidhin.
- Seaán Ó hEidhin, franciscano y Obispo de Clonfert, fl. 1437–1459.
- John O'Heyne, historiador dominico, fl. 1706.
- Garry Hynes (nacido el 10 de junio de 1953) es un director de teatro irlandés.
- Pat Hynes, Galway Concejal de Condado y alcalde del Condado de Galway.
- Celine Hynes, Arquitecto

### Mac Giolla Cheallaigh
Los Kilkellys poseían el subdistrito de Aidhne conocido como Cinéal nGuaire, área cubierta por la parroquia católica moderna de Ballinderreen. Perdieron sus tierras en las confiscaciones de Cromwell a mediados del siglo XVII.
- Giolla Ceallaigh mac Comhaltan, fl. siglo X, epónimo de Kilkelly.
- Padhraic Mac Giolla Chealla, poeta y seanchai, fl. 1798.
- Ollie Kilkenny (nacido 1962), irlandés sportsperson.

## Reyes de Connacht
Los siguientes fueron Reyes de Connacht del Ui Fiachrach Aidhne:
- Colmán mac Cobthaig (muerto 622)
- Loingsech mac Colmáin (muerto 655)
- Guaire Aidne mac Colmáin (muerto 663)
- Muirchertach Nár mac Guairi Aidne (muerto 668)
- Fergal Aidne mac Artgaile mac Guaire (muerto 696)

## Reyes de Uí Fiachrach Aidhne
Ve Reyes de Uí Fiachrach Aidhne

## Lores de Cenél Áeda na hEchtge
- Diarmaid Ó Seachnasaigh, antes de 1533-después de 1544
- Ruaidhrí Gilla Dubh Ó Seachnasaigh, antes de 1567–1569
- Diarmaid Riabach Ó Seachnasaigh, 1569–1573
- Liam Ó Seachnasaigh
- Dermot Ó Seachnasaigh
- Roger Gilla Dubh Ó Seachnasaigh
- Dermott Ó Seachnasaigh
- Roger O haughnessey
- Cormac O haughnessey
- Colman O haughnessey
- Roebuck O haughnessey
- Joseph O haughnessey
- Bartholomew O haughnessey

## Lores de Coill Ua bhFhiachrach
- Conchobhair Crone Ó hEidhin
- Eoghan mac Braon Ua Cléirigh
- Maolfabhaill Ua hEidhin
- Eoghan Ua hEidhin
- Flann Ó hEidhin
- Eoghan Mantach Ó hEidhin
- Aodh Buidhe Ó hEidhin
- Eoghan mac Aodh Buidhe Ó hEidhin De Lydican
- Eoghan Mantach Ó hEidhin, murió 1588
- Aedh Buidhe Ó hEidhin
- Hugh Chico O'Heyne, murió 1594
- Eoghan O'Heyne De Lydican, vivo ca. 1640s.